# Roberto Blanco

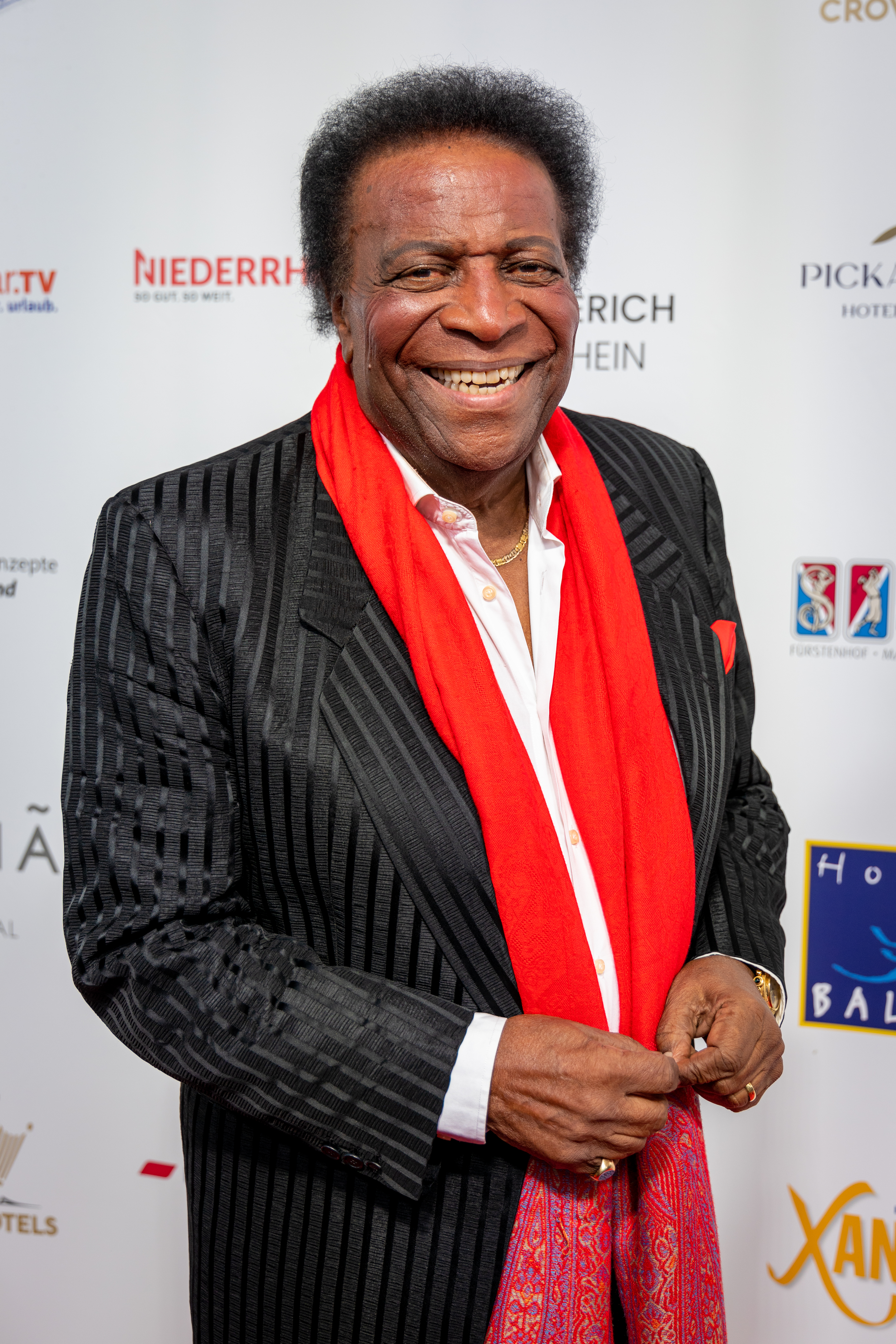
Roberto Blanco (2023)

Roberto Zerquera Blanco (* 7. Juni 1937 in Tunis, Tunesien) ist ein kubanisch-deutscher Schlagersänger, Schauspieler, Synchronsprecher und Unterhaltungskünstler.  Er wurde vor allem Ende der 1960er und Anfang der 1970er Jahre mit Titeln wie Heute so, morgen so, Ich komm’ zurück nach Amarillo, Ein bißchen Spaß muß sein und Der Puppenspieler von Mexiko bekannt.

## Leben

### Herkunft und Ausbildung
Roberto Zerquera Blanco wurde 1937 in Tunis als Sohn des kubanischen Folklore- und Varieté-Künstlers Alfonso Zerquera und dessen Ehefrau, der kubanischen Tänzerin und Sängerin Mercedes Blanco, geboren. Seine Mutter starb, als er zwei Jahre alt war. Er wuchs zunächst in Beirut auf, wo er als einziger Junge in einem von Nonnen geführten Mädcheninternat erzogen wurde, dann in Madrid. Nach der Schulzeit begann er in Madrid ein Medizinstudium, das er aber nach zwei Semestern abbrach. Seinen Führerschein machte er im Alter von 18 Jahren in Lausanne. 1956 kam er mit seiner Familie nach Deutschland. Seine jüngere Schwester trat 1978 im Musikladen unter „Antonia“  mit dem Titel La Bamba auf.

### 1957–1979: Erste Erfolge und Durchbruch

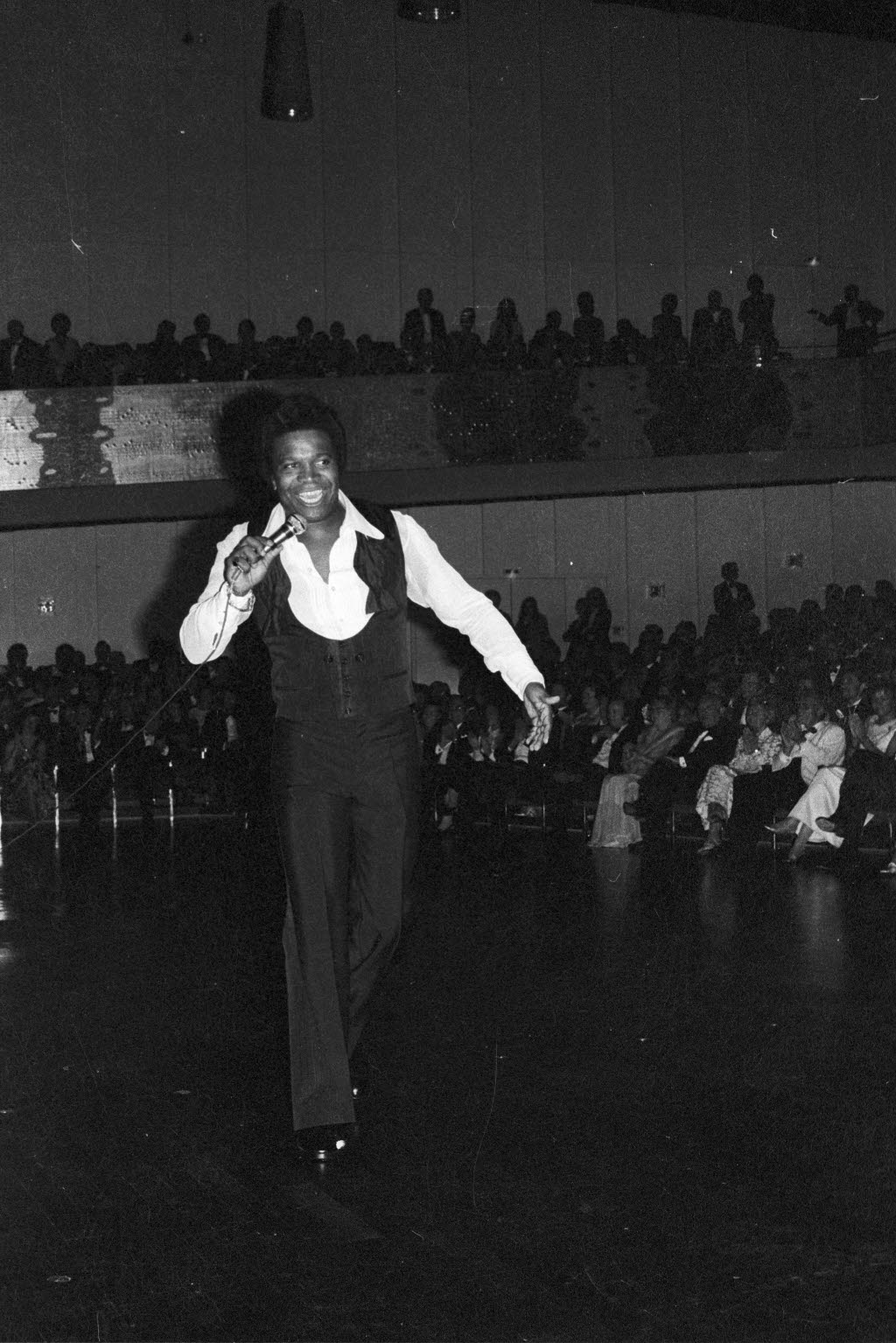
Roberto Blanco (1972)

1957 spielte Roberto Blanco in Alfred Weidenmanns Kriegsfilm Der Stern von Afrika in einer Nebenrolle als Mathias mit. Im selben Jahr gewann er den ersten Preis bei dem Talentwettbewerb Gib dem Nachwuchs eine Chance, bei dem er sich gegen 1800 Konkurrenten durchsetzte. Seine Gesangskarriere begann er bei Josephine Baker. 1958 sang er einen Schlager in dem deutschen Revuefilm Bühne frei für Marika mit Marika Rökk. 1969 gewann er die Deutschen Schlager-Festspiele mit dem Titel Heute so, morgen so. 1971 erhielt er die deutsche Staatsbürgerschaft und gab im Gegenzug seinen kubanischen Pass ab.
In der Folgezeit veröffentlichte Blanco mehrere Schlagerschallplatten und hatte 1972 mit Ein bißchen Spaß muß sein des Komponisten Christian Bruhn und Der Puppenspieler von Mexiko seine größten Erfolge. Wiederholt war er Gast in Musiksendungen des Fernsehens, darunter mehrmals in der ZDF-Hitparade. 1973 erhielt er eine eigene Fernsehshow mit dem Titel Heute so, morgen so.
Blanco bewarb sich mehrmals beim Eurovision Song Contest: 1970 wurde er Fünfter der deutschen Vorentscheidung mit Auf dem Kurfürstendamm sagt man Liebe, 1973 belegten seine Titel Ich bin ein glücklicher Mann und Au revoir, auf Wiedersehen die Plätze 4 und 11; 1979 schließlich wurde er Vierter mit Samba si! Arbeit no!.
1976 gab es die Roberto Blanco Show, die am 21. Dezember 1976 eine Einschaltquote von 49 Prozent erreichte.

### 1980–1999: Fernsehshows und Stimmungslieder
1980 wurde Blanco mit der Spielshow Noten für zwei, die er zusammen mit Elisabeth Volkmann moderierte, Nachfolger von Rudi Carrells Am laufenden Band. Die Sendung wurde 1982 nach vier Folgen auf seinen eigenen Wunsch abgesetzt. Weitere Sendungen mit Blanco waren Roberto – Ein Abend mit Roberto Blanco und Musik ist meine Welt (beide im Ersten). 1986 ging er erstmals nach Kuba, wo er 1987 als erster ausländischer Künstler einen eigenen Show-Block in der Tropicana-Revue in Havanna erhielt.
In den 1990er Jahren trat er zusammen mit Tony Marshall mit Stimmungsliedern auf. Einer ihrer größten gemeinsamen Hits war Resi bring Bier, eine deutsche Version des Titels Crazy for You von David Hasselhoff. Der MDR widmete ihm 1997 eine Jubiläumssendung, in der die ihn im Mambotanz bezwingende Startänzerin Marlène Charell, aber auch ihr Ehemann Roger Pappini, Peter Kraus und andere Prominente auftraten. 1994 war er auch als Produzent tätig. Es erschien das Album Por tu amor mit Liedern in seiner spanischen Muttersprache und mit Musikern aus Südamerika. 1996 gastierte er auf Lotto King Karls Single Da ist die Tür. Er ist auch häufig zu Gast bei Schlager-Oldie-Veranstaltungen, so etwa beim jährlichen Schlager-Festival von Radio Bremen, bei dem er seine eigenen Hits darbietet und Kollegen präsentiert.

### Seit 2000: Weitere Karriere
2004 war Blanco in der Jury der RTL-Show Star Duell. 2008 spielte er in dem Film 1½ Ritter – Auf der Suche nach der hinreißenden Herzelinde einen Kleinkriminellen im Mittelalter, der auch seinen Namen trägt. 2011 synchronisierte er in dem Film Rio den Riesentukan Rafael und veröffentlichte mit Du lebst besser, wenn Du lachst ein neues Album. Im August 2011 trat er als Gast zusammen mit der Thrash-Metal-Band Sodom bei Wacken Open Air 2011 auf und sang Metal-Versionen von Ein bißchen Spaß muß sein und Amarillo. Der Auftritt war Teil einer Kampagne gegen Alzheimer.

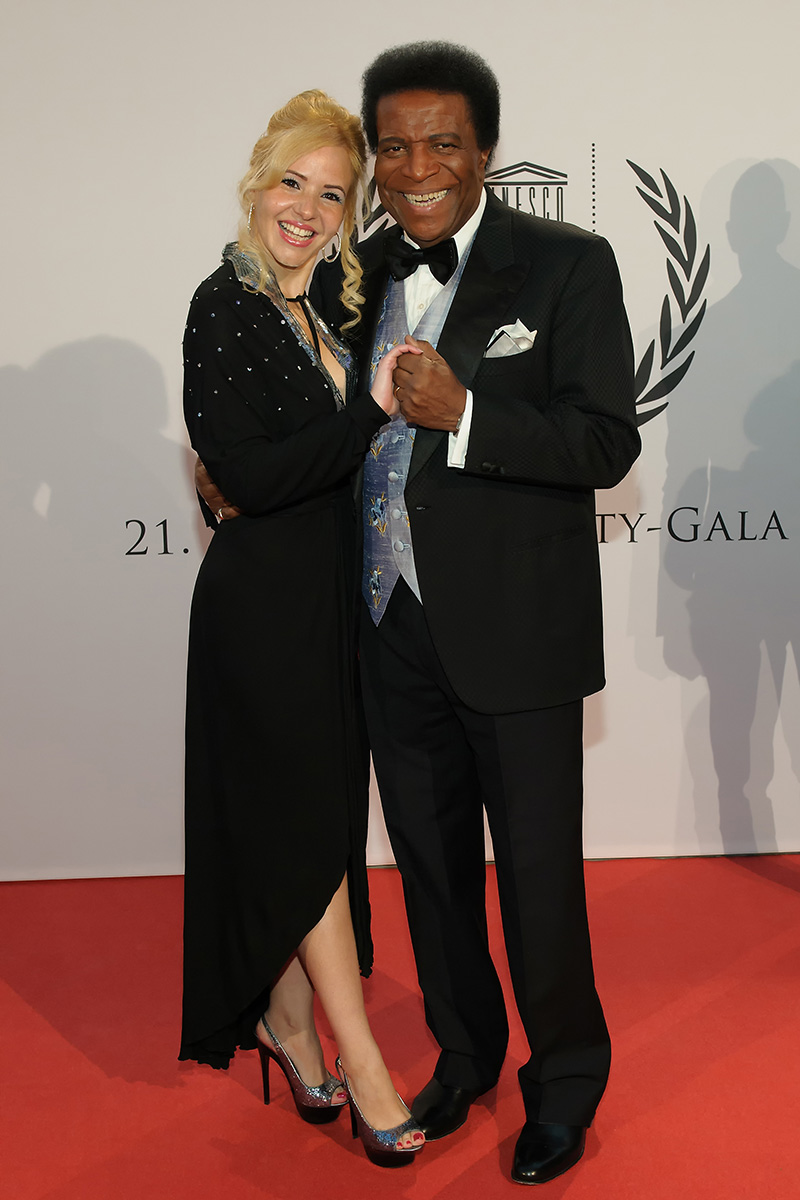
Roberto Blanco mit seiner späteren Ehefrau Luzandra (2012)

Von Oktober bis Dezember 2012 spielte Blanco die Rolle des selbstverliebten Fernsehmoderators Heinz Wäscher in Hape Kerkelings Musical Kein Pardon im Capitol-Theater Düsseldorf. 2013 veröffentlichte er zusammen mit dem DJ- und Rapper-Duo Finger & Kadel die Single Ein bisschen Spaß muss sein, eine Neuinterpretation seines Schlagers mit Elementen von Electronic Dance und Hip-Hop. Im Dezember 2013 nahm er gemeinsam mit seiner Frau Luzandra Strassburg an der RTL-Realityshow Der VIP-Bus – Promis auf Pauschalreise teil.
2014 nahm er, ähnlich wie Matthias Reim vor ihm, seine eigene finanzielle Situation aufs Korn und produzierte aus seinem bekanntesten Hit zusammen mit der Werbeagentur Jung von Matt für die Autovermietung Sixt ein Video mit dem Titel Ein bisschen spar’n muss sein. 2014 synchronisierte er in der Filmfortsetzung Rio 2 – Dschungelfieber erneut den Riesentukan Rafael.
2016 veröffentlichte er gemeinsam mit Waterloo eine Neuaufnahme des Oldies Brauner Bär und Weiße Taube von Gus Backus, unter anderem in einer Dance-Version. Im Mai 2019 bekam Blanco den Schlagerplanet Award 2019 für sein Lebenswerk verliehen.
Im März 2021 wurde Roberto Blanco als „Germknödel“ verkleidet bei der Musikshow The Masked Singer Austria enttarnt. In den Videoclips zu den Songs Scheiß Wessis bzw. Scheiß Ossis der deutschen Punk-Rock-Band Die Toten Hosen und des deutschen Rappers Marteria, die im März 2022 im Internet ihre Premiere feierten, spielt Blanco eine Gastrolle als Teilnehmer einer Selbsthilfegruppe in der Turnhalle einer Nervenklinik.

### Politisches und soziales Engagement
Blanco ist Ehrenmitglied der CSU. Die Partei ehrte damit sein künstlerisches Werk. Er engagiert sich für Obdachlose und Kinder, beispielsweise durch Patenschaften bei World Vision Deutschland und Unterstützung der Organisation Ärzte ohne Grenzen.

### Privates

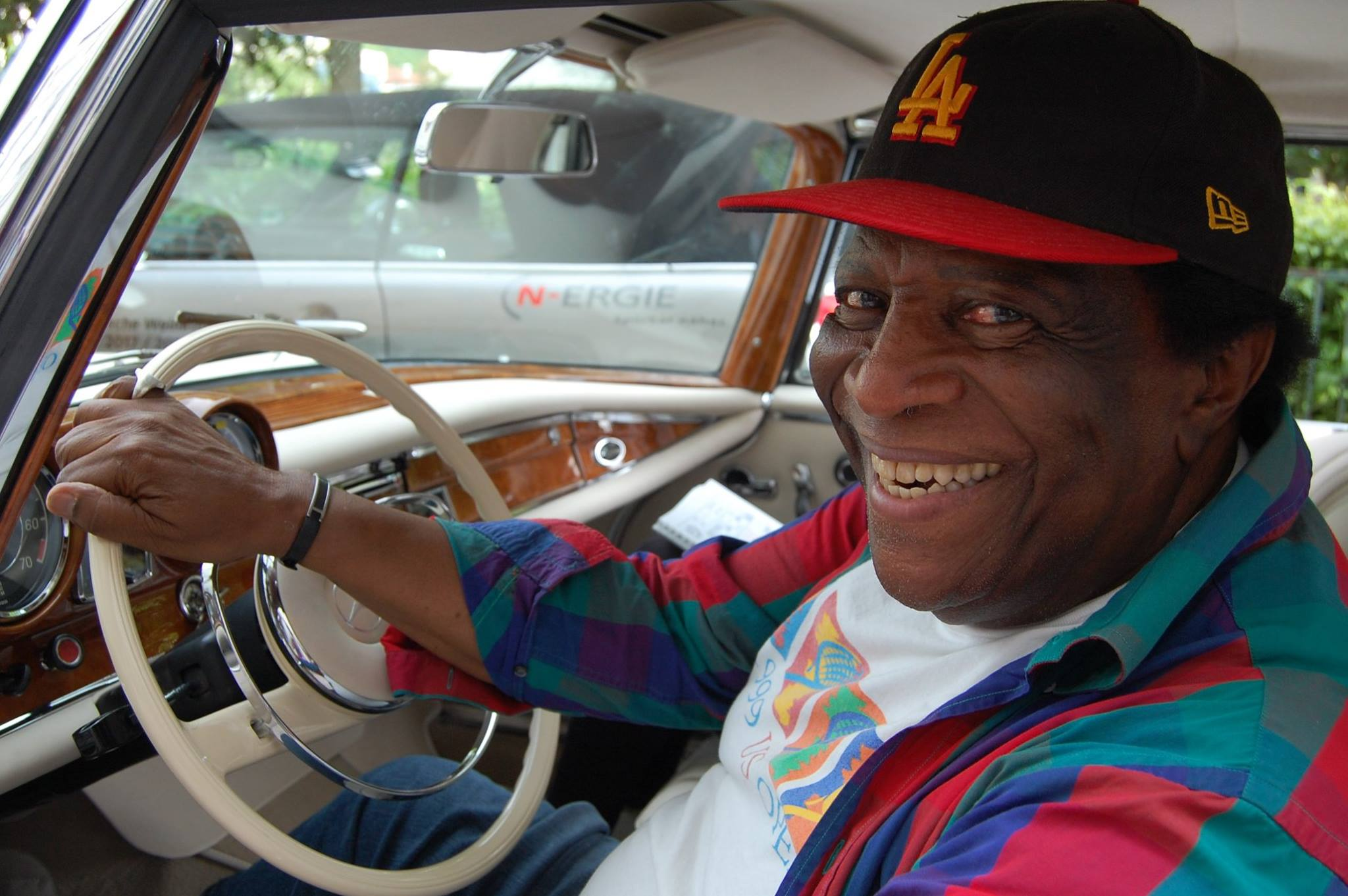
Roberto Blanco (2017)

Nach eigenen Angaben spricht Blanco sieben Sprachen.
Er hat zwei eheliche Töchter und einen Sohn (* 2001) aus einer außerehelichen Affäre. Seine Tochter Patricia Blanco nahm 2009 an Big Brother und 2015 an Ich bin ein Star – Holt mich hier raus! teil.
Die Scheidung von seiner Schweizer Ehefrau Mireille wurde nach fast 50 Ehejahren im Dezember 2012 rechtskräftig. Im Jahr darauf heiratete er die Kubanerin Luzandra Strassburg. Blanco wohnte ab 2015 für kurze Zeit in Mondsee im Salzkammergut in Oberösterreich und ist Ende 2016 nach Ermatingen in die Schweiz umgezogen.
1999 brachte Blanco Anekdoten in dem Buch Meine Vitalgeheimnisse heraus. 2017 erschien seine Autobiografie unter dem Titel Roberto Blanco. Von der Seele. Die Autobiografie.

## Diskografie

### Studioalben
- 1970: Heute so
- 1972: Von Las Vegas nach Amarillo
- 1973: Ein bißchen Spaß muß sein
- 1979: Viva Roberto
- 1982: Musik ist meine Welt
- 1984: Por tu amor
- 2003: E Viva la Musica
- 2011: Du lebst besser, wenn Du lachst
- 2013: Swinging New York
- 2022: Jetzt erst recht!

### Greatest Hits/Kompilationen
- 1987: Ein bißchen Spaß muß sein – Roberto Blanco – 30 Jahre Show
- 1997: Heute so, morgen so
- 2000: Best of

### Spezialausgaben
- 1971: Weihnachten in aller Welt
- 1973: Hallelujah heißt mein Lied – Spirituals und Gospelsongs in deutscher Sprache
- 1999: Christmas In Cuba

### Singles (Auswahl)
| - 1957: Jesebell - 1957: Ob schwarz, ob weiß - 1963: Twistin’ mit Monika - 1968: Tschumbala-Bey - 1968: Jennifer - 1969: Heute so, morgen so - 1969: Auf Liebe gibt es keine Garantie - 1970: Auf dem Kurfürstendamm sagt man „Liebe“ - 1970: San Bernadino - 1971: Las Vegas - 1971: Ich komm' zurück nach Amarillo - 1972: Der Puppenspieler von Mexiko - 1972: Ein bißchen Spaß muß sein - 1973: Ich bin ein glücklicher Mann - 1973: Pappi, lauf doch nicht so schnell - 1974: In El Paso - 1976: Bye Bye, Fräulein - 1977: Morgen sind wir reich - 1978: Porompompom | - 1978: Hey Mama Ho - 1978: Viva Maria - 1978: Wer trinkt schon gern den Wein allein - 1979: Der Clap Clap Song - 1979: Samba si! Arbeit no! - 1979: Am Tag, als es kein Benzin mehr gab - 1980: Rock ’n’ Roll ist gut für die Figur - 1981: Humanaho (Alle Menschen sind Brüder) - 1982: Karneval (mit den Mainzer Hofsängern) - 1990: Resi bring Bier (mit Tony Marshall) - 1992: Limbo auf Jamaika (mit Tony Marshall) - 1993: Wer die Augen schließt (wird nie die Wahrheit seh’n) (als Teil von Mut zur Menschlichkeit) - 1996: Da ist die Tür (feat. Lotto King Karl) - 1999: Last Christmas (mit Luis Frank y su Traditional Habana) - 2001: Born to Be Alive (mit The Disco Boys) - 2004: Ein bißchen Spaß muß sein (neue Version mit Captain Jack) - 2009: Quando, Quando, Quando (mit Piero Esteriore) - 2013: Ein bisschen Spaß muss sein (feat. Finger & Kadel) - 2016: Brauner Bär und weiße Taube (mit Waterloo) - 2017: Eina geht no rein - 2022: Lass dir die Freude nicht verderben |

## Filmografie (Auswahl)
| - 1957: Der Stern von Afrika - 1958: Bühne frei für Marika (Gesangsauftritt) - 1972: Ausser Rand und Band am Wolfgangsee (Gesangsauftritt) - 1973: Die blutigen Geier von Alaska - 1973: Alle Menschen werden Brüder - 1974: Drei Männer im Schnee - 1975/78: Lady Dracula - 1979: Ein Mann für alle Fälle (Fernsehserie) - 1987: Frankobella: Sketchshow mit Frank Zander - 1993: Kaisermühlen Blues - 2004: Crazy Race 2 – Warum die Mauer wirklich fiel - 2007: Neues vom Wixxer (Gastauftritt) | - 2008: 1½ Ritter – Auf der Suche nach der hinreißenden Herzelinde - 2008: Sunshine Barry und die Discowürmer (Synchronsprecher) - 2011: SOKO Köln: Playback - 2011: Rio (Synchronsprecher) - 2014: Rio 2 – Dschungelfieber (Synchronsprecher) - 2014: Hotel Zuhause: Bitte stören!: (Gastauftritt in der ersten Folge) - 2015: Verbotene Liebe (Gastauftritt) - 2015: Halbe Brüder - 2018: Falk (Gastauftritt) - 2021: Heikos Welt (Gastauftritt) |

## Theater / Musicals
- 2011–2012: Kein Pardon, Musical, Capitol Theater, Düsseldorf
- 2013–2015: Der Mustergatte, Komödie, Deutschland-Tournee
- 2022: Monsieur Claude 2, Komödie, Schlosspark Theater, Berlin
- 2023: Monsieur Claude und seine Töchter, Komödie, Bernhard-Theater, Zürich

## Veröffentlichungen
- Meine Vitalgeheimnisse. Modul-Verlag, Wiesbaden [um 1999], ISBN 3-9806679-3-6.
- Roberto Blanco. Von der Seele. Die Autobiografie. Plassen Verlag, Kulmbach 2017, ISBN 978-3-86470-540-3.